# 自由貿易區域協定

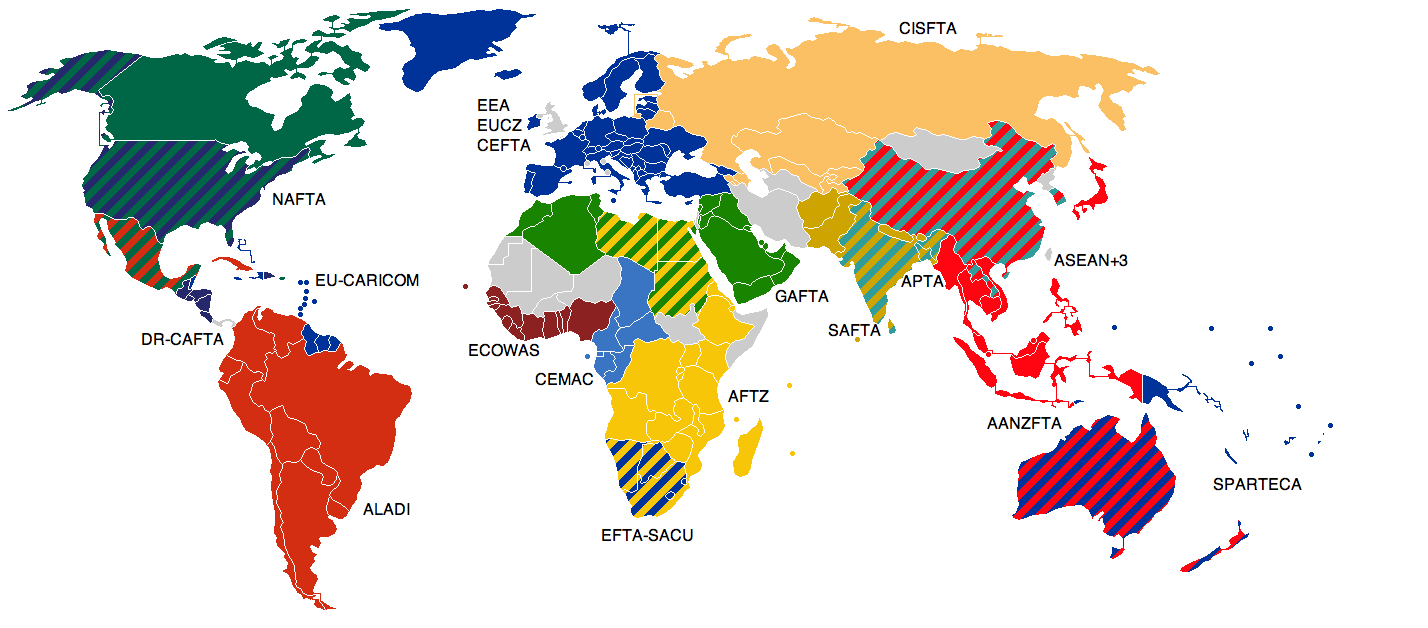
全球幾大自由貿易區興起是全球化必然現象，最終走向全球貿易自由化

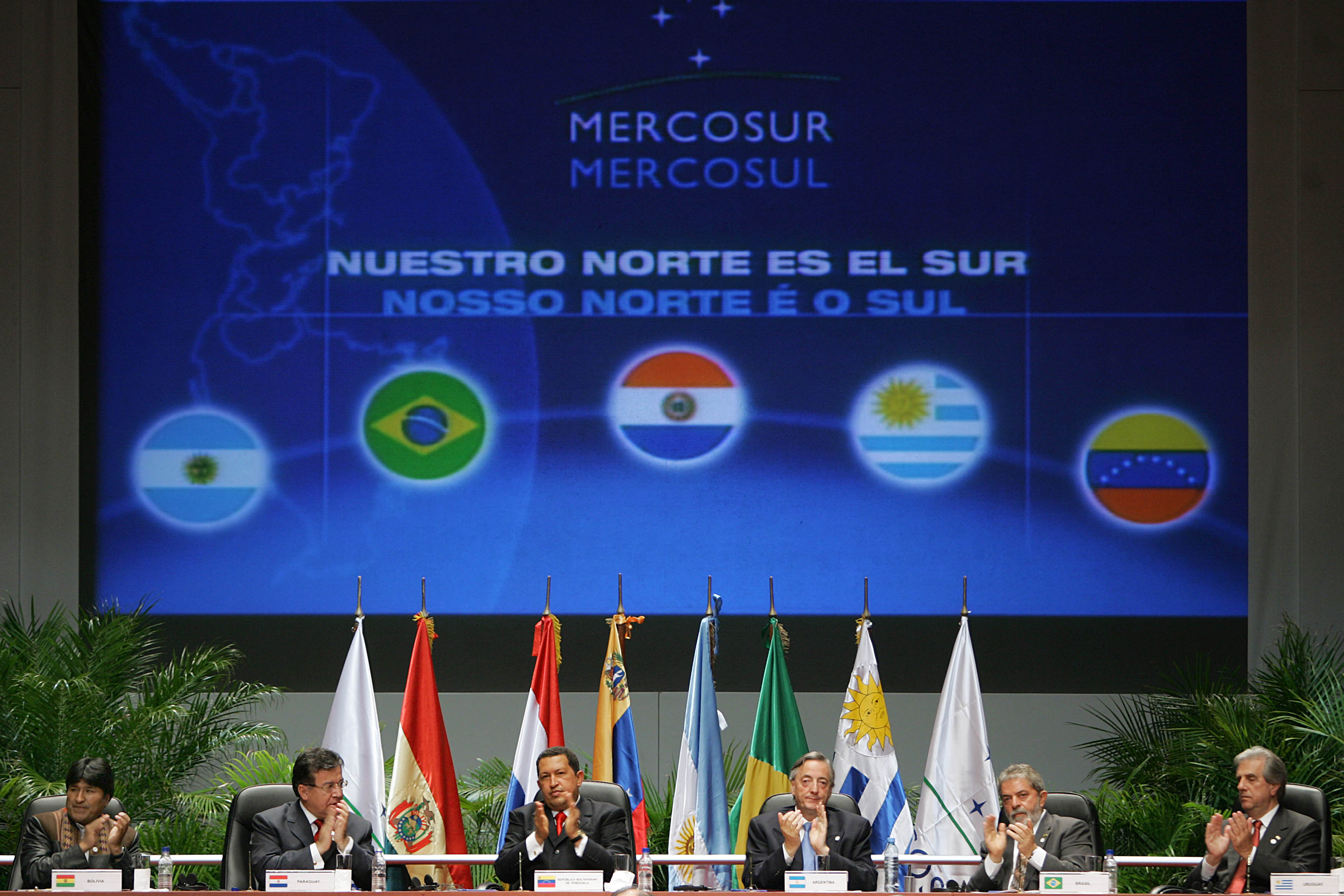
南方共同市場是南錐體國家之間的自由貿易區域的一個例子。

自由贸易区域协定，通常指签署自由贸易协定同意消除关税、贸易配额和优先级别的一些国家或地區的组合，即自由贸易区（英語：Free-trade area）。
「自由貿易區」也常常是稱一国国内，消除了关税和贸易配额、并且政府对经济干预较小的区域。詳見「自由經濟區」。

## 自由贸易区列表
| 協議                                       | 成立日期                       | 參考                           |
| ------------------------------------------ | ------------------------------ | ------------------------------ |
| 中国-东盟自由贸易区                        | 2010年1月1日                   |                                |
| 印度-东盟自由贸易区                        | 2010年1月10日                  |                                |
| 非洲自由貿易區（AFTZ）                     | 已簽署，但尚未得到全部國家批准 | 已簽署，但尚未得到全部國家批准 |
| 亞太貿易協定（APTA）                       | 1976年6月17日                  | WT/COMTD/N/22                  |
| 中歐自由貿易協定（CEFTA）                  | 2007年5月1日                   | WT/REG233/N/1/Rev.1            |
| 獨立國家聯合體自由貿易協定（CISFTA）       | 1994年12月30日                 | WT/REG82/N/1                   |
| 中美洲自由貿易協定（DR-CAFTA）             | 2006年3月1日                   | WT/REG211/N/1                  |
| 中非經濟貨幣共同體（CEMAC）                | 1999年6月24日                  | WT/COMTD/N/13                  |
| 歐洲經濟區（EEA）                          | 1958年1月1日                   | WT/REG138/2                    |
| -EC—安道爾                                 | 1991年7月1日                   | WT/REG53/M/3                   |
| -EC—加勒比共同體                           | 2008年11月1日                  | WT/REG255/N/1/Rev.1            |
| -EC—OCTs                                   | 1971年1月1日                   | WT/REG106/R/B/3                |
| -EC—瑞士及列支敦士登                       | 1973年1月1日                   | WT/REG94/R/B/1                 |
| -EC—土耳其                                 | 1996年1月1日                   | WT/REG22/M/4                   |
| 西非國家經濟共同體（ECOWAS）               | 1993年7月24日                  | WT/COMTD/N/21                  |
| 歐洲自由貿易聯盟—南部非洲關稅聯盟          | 2008年5月1日                   | WT/REG256/N/1                  |
| 阿拉伯經濟統一理理會（GAFTA）              | 1998年1月1日                   | WT/REG223/N/1                  |
| 拉丁美洲一體化協會（ALADI）                | 1981年3月18日                  | LI5342 （页面存档备份，存于）  |
| 北美自由貿易協議（NAFTA）                  | 1994年1月1日                   | WT/REG4/W/1                    |
| 南亞自由貿易區（SAFTA）                    | 1995年12月7日                  | WT/COMTD/N/26                  |
| 南太平洋區域貿易和經濟合作協議（SPARTECA） | 1981年1月1日                   | WT/COMTD/N/29                  |
| 泛太平洋戰略經濟夥伴關係協議（TPP）        | 2006年5月28日                  | WT/REG229/M/1/Rev.1            |
| 非洲大陸自由貿易協定（AfCFTA）             | 2019年7月7日                   | [ 1 ] [ 2 ] [ 3 ]              |
| 区域全面经济伙伴关系协定（RCEP）           | 2020年11月115日                |                                |

## 外部連結
- bilaterals.org （页面存档备份，存于） - "並非所有事都是發生在WTO"
- fightingftas.org （页面存档备份，存于）
- FTAs submitted to the WTO （页面存档备份，存于）
- Americas FTAs
- Singapore official FTA site[永久]
- EFTA official site
- Australia's FTAs
- About.com's Pros & Cons of U.S. Free Trade Agreements （页面存档备份，存于）
- Bilateral and Regional Trade Agreements Notified to the WTO: developed by WorldTradeLaw.net and Bryan Mercurio （页面存档备份，存于）
- ptas.mcgill.ca （页面存档备份，存于）
- 自由贸易区的作用 （页面存档备份，存于） 中国经济网 2014-05-07

1. ↑  . 2018-06-06  [2019-07-13]. （原始内容存档于2019-03-21）.
2. ↑  . BBC News. 2018-03-21  [2018-03-21]. （原始内容存档于2021-04-15） （英国英语）.
3. ↑  . Bloomberg.com. 2018-03-21  [2018-03-21]. （原始内容存档于2019-04-06） （英语）.